# Латверия
Латве́рия (англ. Latveria) — вымышленная страна, появляющаяся в американских комиксах издательства Marvel Comics. Представляет собой изолированное европейское государство, предположительно расположенное в регионе Банат, которым управляет самодержец Виктор фон Дум. Латверия окружена Карпатами и граничит с Симкарией на юге. Столица — Думштадт (англ. Doomstadt).

## География

### Границы

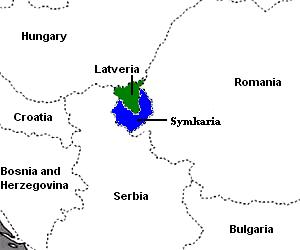
Карта границ Латверии

Латверия расположена в Восточной Европе. Граничит с Венгрией, Румынией, Сербией и Симкарией.

### Города истолицы
Столица Латверии расположена на берегу реки Клайн. Ранее называлась Хайсенштадт, а после захвата власти Думом была переименована в Думштадт.
Крупнейшие города: Думштадт, Думтон, Думсвейл, Думвуд, Думсдейл, Думсбург.

### Климат
Латверия — высокогорная страна. К северу окружена Карпатами, на юге расположен хребет Малхела. Также на её территории расположена гора Сорциста, дом волшебницы Пандемонии. Климат континентальный.

## История
Королевство Латверия было образовано из отделившихся от южной Венгрии, Сербии и Румынии земель в ХIV веке братьями Рудольфо и Карлом Хаасенами. В то время как первый стал первым королём государства, второй получил титул барона. 
Хаасены правили страной на протяжении ста лет, вплоть до смерти барона Карла Хаасена III в 1447 году, на смену которому пришёл Влад Драсен. Тем не менее, потомки Хаасены вернули трон после Гражданской войны в 1544 году. В 1588 году в латверской столице Хассенштадт был построен замок по приказу короля Стефана I, первого латверианского правителя из родословной Фортунов. Во время Второй мировой войны король Владимир Василий Гонерео Тристиан Мангеги Фортунов заключил сделку с бароном Вольфгангом фон Штрукером, избежав оккупации территории нацистами в обмен на передачу технологий.
Король Владимир Василий Гонерео Тристиан Мангеги Фортунов был большим поклонником методов Адольфа Гитлера как правителя и перенял некоторые из его методов, в частности, поддержание порядка при помощи геноцида. Он вознамерился подчинить членов клана Зефиро, обитавших на границе Латверии, после чего представитель клана Синтия фон Дум заключила сделку с демоном Мефисто, который пообещал усилить её магические способности, чтобы противостоять тирании короля, в обмен на душу женщины. Тем не менее, сила Синит оказалась настолько велика, что та ненароком уничтожила целую деревню, за что и была убита латверийским солдатом.
Сын Синтии Виктор фон Дум поклялся завоевать государство, погубившее его мать, и покинул Латверию, эмигрировав в Америку, где начал изучать науку и магию. Много лет спустя облачённый в железную броню и маску и провозгласивший себя Доктором Думом Виктор вернулся на родину и поднял народное восстание против власти Фортунатова. После убийства членов королевской семьи Дум стал новым правителем Латверии и переименовал замок Хаасенштадт в Думштадт. С того момента Латверия стала убежищем для цыганских кланов.
После заточения Виктора фон Дума в аду Латверия стала мишенью для соседних стран и перешла в управление корыстолюбивых диктаторов. Это вынудило Рида Ричардса захватить контроль над государством, а также начать уничтожение вооружений фон Дума. Ричардс пытался изменить отношение населения к отсутствующему монарху. Тем не менее, Дум смог выжить и вернуться в Латверию с установлением «марионеточного» премьер-министра и роботизированных органов.

### Правители
Известные правители Латверии:
- Король Рудольф I (неизвестно)
- Барон Карл I Хассен (XIV век)
- Барон Карл II Хассен (неизвестно)
- Барон Карл III Хассен (неизвестно)
- Влад Драссен (XV век)
- Король Стефан I (неизвестно)
- Граф Саббат Фортунов (XVI век)
- Граф Отто «Красавчик» фон Дум (XVII век)
- Неизвестно
- Король Владимир Василий Гонерео Тристиан Мангеги Фортунов (c 1940 гг)
- Виктор фон Дум (после 1950—н.в.).

## Государственное устройство

### Основы государственного строя
В Латверии диктатура. Отсутствует парламент, как таковой. Имеется лишь небольшой совет, который полностью подчиняется Думу.
«Доктор Дум решает всё. Малейшая его прихоть — закон Латверии!»

### Внешняя политика
Латверия поддерживает жёсткий нейтралитет во всех мировых событиях. Прежде всего, потому что Дум раз и навсегда решил, что его страна не будет знать оружия и войн. Кроме того, Дум слишком занят своими собственными планами относительно глобального завоевания. Тем не менее, никто не смеет вторгаться в страну, так как в распоряжении Дума наисовершеннейшее оружие и технологии.

### Посольства
Латверия, как и многие другие страны имеет посольства по всему миру. Из них наиболее известно то, что одно из них находится в Нью-Йорке. Благодаря американским законам, посольство — место, где может находиться в неприкосновенности как сам Дум, так и другие жители Латверии.

### Законодательная и судебная власть
Поскольку в стране наблюдается дефицит супергероев, Латверия в значительной степени полагается на роботов-стражей доктора Дума, на которых возложена обязанность поддерживать общественный порядок (думботы вкупе с самим Доктором Думом, который в свою очередь, бывает не особенно гуманен, оказываются гораздо действеннее всех супергероев вместе взятых). Исходя из того, что в Латверии отсутствуют тюрьмы (разве что катакомбы в замке, где теоретически не могут находиться абсолютно все, кто так или иначе нарушил закон или просто не угодил Думу), справедливо было бы предположить, что преступников отправляют в ссылку на исправительные работы, высылаются из страны, либо казнятся. Латверия практикует смертную казнь, которой, к примеру, подлежат люди, произнёсшие имя Рида Ричардса.

## Экономика и финансы

### Промышленность
Из полезных ископаемых можно отметить достаточное количество железной руды, используемой для роботострения. Можно также предположить, что в стране присутствуют каменный уголь и урановая руда. 
Основу доходов составляет продажа личных патентов Виктора фон Дума и экспорт высоких технологий и робототехники. 
В связи с технологическими достижениями Латверии удалось избавиться от промышленных загрязнений. Из-за многих оружия Дума и одним своим присутствием в Латверии страна считается мировой сверхдержавой. 
Предположительно, если в стране и есть какие-либо предприятия, то они все национализированы.

### Сельское хозяйство
Внутри населения сильно развито скотоводство и земледелие.
Местные жители занимаются традиционными ремёслами: изготовление деревянных марионеток, ковроткачество, ручная вышивка, керамика, кузнечное дело, виноделие, пивоварение и так далее.

### Валюта
Валюта Латверии — латверийский франк. В более поздних комиксах Marvel было выявлено, что в Латверии также используется евро, несмотря на то, что страна не является частью Европейского союза.

### Туризм
Главная достопримечательность Латверии — древние полуразрушенные замки, допущенные к посещению туристов, но только под строгой охраной. Фото и видеосъемка запрещены, кроме тех случаев, когда правитель проявляет особую доброжелательность и устраивает специальные туры. Тогда гостям показывают Думштадт, а также близлежащие фермы и замок Дума с возможностью фотографировать. Требованием для въезда в страну является наличие латверского паспорта.

### Иностранная рабочая сила
Для всех иностранцев, изъявивших желание работать в Латверии, обязателен пропуск. Этот пропуск выдается очень редко, так как потенциальные соискатели предпочитают искать более безопасное место для работы. Правительство платит очень щедрую зарплату, премии и приветствует политику страхования жизни. Однако тем, кто обратился и принят на работу, редко позволяют потом уволиться. Всю тяжелую и чёрную общественную работу, а также работу на производстве в большинстве своем выполняют роботы. 

## Транспорт и связь

### Воздушный транспорт
В стране всего один аэропорт. Находится на юге Думштадта, и имеет две взлетно-посадочных полосы. Но рейсы туда и обратно сильно ограничены.

### Железнодорожный транспорт
В стране имеется железная дорога, для грузовых железнодорожных составов.

### Морской транспорт
Государство не имеет выхода к морю.
Так как столица страны находится вблизи реки, то можно предположить, что страна имеет развитую систему речного транспорта.

## Демография и социальная сфера

### Население
Население Латверии насчитывает примерно 500 000 человек. Информация приблизительна, так как правительство в течение 20 лет не позволяло распространять информацию о переписи за пределы Латверии. Видимо, Латверия — карликовое государство.
Большинство населения — цыгане. Национальные меньшинства — греки, немцы, венгры, румыны, сербы, хорваты, словаки, евреи. Для большинства родным языком является латверский.

### Языки
Официальными языками Латверии являются латверийский, румынский, немецкий и английский. Латверийский язык родственен венгерскому. Частью латверианского жаргона является слово «Думск», по сути представляющее собой определение чего-то «крутого».

### Религиозный состав
На счёт религиозного состава населения практически ничего не известно. Можно предположить, что большая часть населения являются католиками, православными, либо придерживаются другому течению христианства.

### Условия жизни
Питьевая вода чистая и абсолютно безопасна. Непревзойденные медицинские услуги в Думштадте, однако, бывают проблемы с медобслуживанием в отдаленных районах. Кроме того, присутствует строгое условие выполнения всех установленных правил и законов по всей стране, поскольку невежество — не оправдание для роботов-полицейских Латверии.

### Социальные проблемы

#### Бедность и безработица
Большая часть населения находится на краю бедности. Обычное население напоминает аграрное общество, а жилища — дома крестьян средних веков.

#### Преступность
Хоть и мало людей, кто решится нарушать закон в Латверии, судебная власть далека от идеала западной: отсутствие тюрьм как таковых, ограниченность программ думботов и другие факторы. Этим зачастую пользуются злоумышленники, после чего могут незаметно покинуть страну.
Также все враги Дума, или те лица (сообщества лиц), несущие потенциальную опасность целостности государства и жизни Дума, автоматически становятся врагами Латверии, например:
- Фантастическая четвёрка
- Серебряный Сёрфер
- Мстители
- Железный человек
- Халк
- Человек-паук
- Красный Череп
- Доктор Осьминог
- США
- Симакария
- Моргана ле Фэй и так далее.

## Культура

### Государственные праздники
Официальные праздники: день Дума, Рождество, Новый год. День Дума — праздник, который празднуется не в какой-то определённый день года, а всякий раз, как только Думу этого захочется. Днём основания Латверии Виктор определил день рождения его матери Синтии.

### Архитектура

#### Замок Дума
Административный центр, а также самый крупный архитектурный ансамбль страны — безусловно, Замок Дума. Основные постройки и крепостные стены главной резиденции диктатора были возведены в 1588 году королем Стефаном I и графом Саббатом. Среди 110 комнат замка есть высокотехнологичные лаборатории, тюрьмы, завод по производству роботов, тронный зал, настоящий музей искусств и жилые помещения для 300 слуг, большинство которых тоже роботы. Каждый робот-дубликат Дума выглядит и ведёт себя в точности так же, как его создатель. Это сбивает с толку противников правителя.

### Декоративно-прикладное искусство
Среди местных жителей очень распространено изготовление деревянных марионеток, а также керамических изделий.

## Государственная символика

### Флаг
Как и любая другая страна, Латверия имеет свой флаг. Однако в большинстве случаев, Латверию символизирует штандарт монаршего рода (если выражаться конкретнее — это изображение птицы). Для него характерно очень распространенное орлиное изображение на чёрном фоне или же чёрное изображение орла на жёлтом фоне. Скипетр подчеркивает монархию, как тип правления.
Ранняя версия флага основывалась на штандарте. На флаге присутствует тот же чёрный орёл, но фон измёнен на красный. Скипетр отсутствует.
Современная версия флага уже не содержит орла, а присутствует другое изображение (возможно государственный герб), сам флаг имеет тёмно-зелёный цвет, а в основе лежит чёрный «скандинавский крест».

## Альтернативные версии

### Ultimate Marvel
Во вселенной Ultimate Marvel Латверия была представлена как обанкротившаяся крестьянская нация, которая стала благодаря Доктору Думу девятой богатейшей страной на Земле. Городские жители носят татуировки дракона Дума, содержащие взаимодействующие с мозгом микрофибы, выступающие в качестве устройств управления разумом. Точное местоположение данной версии Латверии неизвестно, однако, на заднем плане одной из фотографийи Латверии выставлены бельгийские флаги.
В Ultimate Marvel Team-Up Латверия была представлена как обедневшая диктаторская теократия под руководством «его святейшества» президента Виктора фон Дума. Латверийцы попытались выкрасть технологию Железного человека у Тони Старка, но потерпели неудачу из-за вмешательства Человека-паука. В какой-то момент Дум объявил священную войну Соединённым Штатам, создав напряженность между двумя странами. В более поздних сериях Ultimate Marvel события Ultimate Marvel Team-Up были проигнорированы.

## Вне комиксов

### Телевидение
- Латверия появляется в эпизоде «Фантастическая четвёрка встречает Доктора Дума» мультсериала «Фантастическая четвёрка» (1978).
- В мультсериале «Человек-паук» (1981) события нескольких эпизодов посвящены борьбе латверийцев с тиранией Доктора Дума[18].
- В мультсериале «Фантастическая четвёрка» (1994) Латверия была представлена в эпизоде «Маска Доктора Дума».
- Латверия появляется в мультсериале «Невероятный Халк» (1996).
- Доктор Дум создаёт королевство под названием Новая Латверия в мультсериале «Человек-паук» (1994).
- События нескольких эпизодов мультсериала «Фантастическая четвёрка: Величайшие герои мира» (2006) разворачиваются в Латверии.
- В мультсериале «Супергеройский отряд» (2009) Латверия была представлена в эпизоде «Педикюры пилинг от Мамаши Дум!». Доктор Дум, МОДОК и Мерзость возвращаются в Замок Дум, обнаружив, что мать Дума Синтия «Коко» Фон Дум превратила его в спа-салон.
- Латверия упоминается в эпизоде «Мощь Дума» мультсериала «Железный человек: Приключения в броне» (2006).
- Латверия появляется в эпизоде «Личная война Доктора Дума» мультсериала «Мстители: Величайшие герои Земли» (2012).
- Латверия появляется в эпизоде «Обречены!» мультсериала «Великий Человек-паук» (2012). Человек-паук, Силач, Железный Кулак, Нова и Белая Тигрица отправляются в Латверию, чтобы поймать Доктора Дума и, тем самым, произвести впечатление на Ника Фьюри. Латверианское посольство появляется в эпизоде «Не игрушка», когда туда случайно попадает щит Капитана Америки и Человеку-пауку приходится объединиться с Капитаном Америкой, чтобы вернуть его, прежде чем Доктор Дума успеет поэкспериментировать с ним.
- В эпизоде «Думрушитель» мультсериала «Мстители, общий сбор!» (2013) Мстители проникают в Латверию, чтобы остановить Доктора Дума, который выкрал броню Разрушителя.
- В эпизоде «Красный Роувер» мультсериала «Халк и агенты У.Д.А.Р.» (2013) Доктор Дум захватывает Красного Халка, когда тот по незнанию оказывается в Латверии в рамках своего плана по поиску безопасного места для Дьявольского динозавра.

### Кино
- Латверия появляется в невышедшем фильме «Фантастическая четвёрка», где является родиной Виктора фон Дума. После проведения неудачного эксперимента в США в студенческие годы, Виктор был доставлен его подчинёнными обратно в Латверию. Фантастическая четвёрка проникает в замок Дума в финале картины, где разворачивается финальное противостояние с Виктором.
- В фильме «Фантастическая четвёрка» (2005) Латверию упоминает один из партнёров Виктора фон Дума, предлагая ему вернуться на родину и возобновить предпринимательскую деятельность. В дальнейшем, когда Виктор надевает железную маску и провозглашает себя Думом, можно заметить памятную надпись, свидетельствующую о том, что она была подарена народом Латверии. В финале неподвижную статую Дума перевозят на корабле в Латверию.
- В фильме «Фантастическая четвёрка: Вторжение Серебряного сёрфера» (2007) Дум приходит в себя в собственном замке в Латверии, когда над государством пролетает Серебряный Сёрфер. Столицей Латверии является Хассенштадт, а не Думштадт, поскольку по версии фильма Дум является лишь уроженцем Латверии, а не её лидером.
- Латверия упоминается как родина Виктора фон Дума в фильме «Фантастическая четвёрка» (2015).
- В интервью с IGN сценарист Кинематографической вселенной Marvel Эрик Пирсон заявил, что из фильма «Чёрная вдова» (2021) была удалена сцена с отсылкой на Латверию[19].
- В фильме «Фантастическая четвёрка: Первые шаги» (2025) название Латверии показано на конференции Фонда будущего, организованной Сью Шторм, при этом представитель страны на конференции отсутствует[20].

### Видеоигры
- Латверия фигурирует в игре Questprobe: Featuring Human Torch and the Thing (1985)[21].
- В компьютерной игре Accolade’s Comics (1987) главному герою Стиву Киину были предложены билеты на латверийский балет.
- В Латверии разворачиваются события игры The Amazing Spider-Man and Captain America in Dr. Doom’s Revenge! (1989)[21].
- Латверия является одним из уровней игры Spider-Man: The Video Game (1991)[21].
- Латверия появляется в игре Marvel Super Heroes: War of the Gems (1996)[21].
- На первом уровне игры Spider-Man (2000) можно заметить рекламный плакат Латверии, которая была ошибочно названа Латванией.
- Государство упоминается в игре Spider-Man 2 (2004), когда Джей Джона Джеймсон говорит, что у здания Организации Объединённых Наций приземлился латверианский дипломат.
- Специальное издание игры Ultimate Spider-Man (2005) содержит концепт-арт, на котором Жук, после противостояния с Человеком-пауком, прилетает в посольство Латверии и передаёт флакон с ДНК Песочного человека Доктору Думу. Также из латверийского посольства сбегает Зелёный гоблин[21].
- В игре Marvel: Ultimate Alliance (2006) финальным уровнем выступает замок Дума в Латверии. Если игрок спросит о Латверии у Вижна, тот расскажет, что в ней отсутствует преступность, поскольку роботы Доктора Дума всегда патрулируют эту страну.
- Латверийское посольство появляется в игре The Incredible Hulk (2008).
- Латверия появляется в игре Marvel: Ultimate Alliance 2 (2009)[21]. Первая часть игры основана на сюжетной линии Secret War из комиксов. Ник Фьюри доставляет супергероев в Латверию, чтобы те разобрались с Люсией фон Бардас, когда президент США закрывает глаза на её незаконную деятельность.
- Латверианское посольство фигурирует в игре Marvel: Avengers Alliance (2012).
- Латверия — одна из локаций игры Marvel Puzzle Quest (2013)[21].
- Латверия появляется в игре Lego Marvel Super Heroes (2013)[21]. События уровня «Доктор в доме» происходят в замке Дума.
- В игре Marvel Heroes (2013) игрок исследует Думштадт, а также замок Дума, где разворачивается финальное противостояние с Доктором Думом.
- В 4-м сезоне 5-й главы игры Fortnite: Battle Royal — Doomstruction!

## Критика
Bustle опубликовал юмористическую статью под названием «Как убедить людей в том, что „Латверия“ существует на самом деле».
Марк Хиббетт из Центрального колледжа искусства и дизайна имени Святого Мартина написал статью о Латверии, посвящённую государству и его правителю Доктору Думу.